# FJ Skikda
Maillots
Les Frères Jeunesse Skikda (en arabe : شباب سكيكدة إخوان), plus couramment abrégé en FJ Skikda, est un club de football algérien féminin basé dans la ville de Skikda.
Il évolue en première division du championnat d'Algérie lors de la saison 2016-2017.